# LVD-Baureihe Mn
In der Baureihe Mn fassten die Lettischen Staatsbahnen (LVD) normalspurige Güterzugdampflokomotiven der Achsfolge C zusammen.
| LVD-Nummer                           | Herkunft            | Bemerkung                                                                                            |
| ------------------------------------ | ------------------- | --- |
| Mn 271–274, 288                      | Preußische G 3      | |
| Mn 275, 284–286 (287*), 289, 291–293 | Preußische G 4.2    | *Evtl. wurde diese Nr. vor der Vergabe an eine LVD Pn (preuß. G 5.2) bereits an eine G 4.2 vergeben. |
| Mn 276                               | Württembergische Fc | |
| Mn 279, 290                          | Preußische G 4.1    | |
| Mn 280, 313                          | Sächsische V V      | die 313 kam Anfang der 1920er aus polnischen Beständen zur LVD                                       |
| Mn 312                               | Badische VII d      | |

Bei der sowjetischen Okkupation Lettlands 1940 stand nur noch die Mn 279, eine ehemalige Preußische G 4.1 des Baujahres 1899, im Einsatz und wurde von den Sowjetischen Eisenbahn (SŽD) als Baureihe Мн (Mn) in ihren Bestand eingereiht.
Auch die Mn 289 wurde während der Deutschen Besetzung ab 1941 (wieder) eingesetzt und 1944 in Richtung Posen abgefahren.